# 容塞尔
容塞尔（法語：Joncels）是法国埃罗省的一个市镇，属于洛代夫区（Lodève）吕纳县（Lunas）。该市镇总面积46.24平方公里，2009年时的人口为285人。

## 人口
容塞尔人口变化图示